# Poutník Melmoth
Poutník Melmoth (1820,  Melmoth the Wanderer ) je gotický román anglického preromantického spisovatele Charlese Roberta Maturina. Jde o mistrovské dílo pozdního gotického románu, vyznačující se mimořádnou psychologickou propracovaností, které v sobě spojuje faustovský a ahasverovský motiv.
Román se vlastně skládá ze šesti samostatných gotických novel, které se ale vzájemně prolínají, a vkládáním příběhu do příběhu vytvářejí důmyslný celek. Jeho hrdinou je tajemný poutník bloudící světem, který upsal svou duši ďáblu, aby získal nadpřirozené schopnosti a prodloužený život. Zjevuje se v různých dobách a na různých místech a hledá své oběti, lidi, kteří podstupují veliké utrpení, a nabízí jim možnost vyměnit si s ním místo, jestliže se vzdají svojí duše. Román tak rozvíjí „gotický“ žánr přidáním analýzy rozkladu mysli člověka v extrémních podmínkách a prostřednictvím Melmothových příběhů odhaluje hrůzné podtexty lidské společnosti na počátku 19. století.

## Obsah románu
Na podzim roku 1816 přeruší osiřelý mladý student univerzity v Dublinu John Melmoth studia, protože obdrží zprávu, že jeho jediný příbuzný, bohatý a lakomý strýc, od kterého dostává skromný příjem, umírá. Po příjezdu do jeho domu najde v místnosti, kam jej strýc poslal pro víno, portrét tajemného muže, který je datován rokem 1646 a o kterém mu strýc řekne, že je to jejich předek, který však neustále žije. Strýc ještě té noci zemře a Johnovi se zdá, že do místnosti vstoupila postava, jejíž obličej byl živým originálem podobizny
Po pohřbu byla otevřena strýcova závěť, podle níž byl John ustanoven jediným dědicem strýcova nikterak malého majetku. Zároveň bylo v dokumentu napsáno, aby John zničil podobiznu muže z roku 1646 a také starou listinu, kterou najde v truhle pod podobiznou. John rukopis vyhledá a začne jej číst.

### Stantonův rukopis
Autorem rukopisu je Angličan jménem Stanton, který v letech 1676-1677 cestoval po Španělsku. Během jedné bouřlivé noci se zde potkal s podivným krajanem s chladným, strnulým a krutým výrazem a s ďábelsky a oslnivě planoucíma očima jménem Melmoth. Ke Stantonovu zděšení se Melmoth nelidsky smál nad tragédii mladých milenců usmrcených bleskem. Později o něm Stanton ještě zjistil, že byl nezvaným hostem na jedné svatbě, kde za podivných okolností zemřel kněz a nevěsta a ženich se zbláznil.
Stanton se neustále snažil nalézt záhadného muže, kterého považoval za démona. Když již ztratil veškerou naději, znovu ho potkal roku 1681 v Londýně během představení v divadle. Melmoth mu zde řekl, že se znovu setkají, ale ve zdech blázince. Protože Stantonovo neustálé pátrání po Melmothovi bylo považováno ve společnosti za šílenství, využil toho po několika letech Stantonův bezzásadový příbuzný k tomu, že Stanotna nechal zavřít do blázince. Zde se ze Stautna postupně stal špinavý, netečný a otupělý ubožák odpuzujícího vzhledu. Jednoho dne se v jeho cele objevil Melmoth a nabídl mu, že ho osvobodí, ale pouze za jedné podmínky (ta nebyla v rukopise zmíněna), což Stanton odmítl jako nabídku od ďábla. Stanton byl nakonec z blázince propuštěn, nadále marně pátral po Melmothovi, zjistil, že pochází z Irska, navštívil jeho rodinu a zanechal zde svůj rukopis.
John vyplní strýcovo přání a obraz i dokument spálí. Ve snu se mu zjeví Melmoth a řekne mu_ „Spálil jsi mě; takové plameny mi však neublíží.“ Následující noc se strhne velká bouře, za které narazí na pobřežní skaliska nějaká loď. John se snaží s ostatními vesničany topícím se nešťastníkům pomoci a zahlédne přitom smějícího se Melmotha. Snaží se k němu dostat a spadne přitom do moře. Před utonutím ho zachránil jediný přeživší z vraku, Španěl Alonzo Monçada, který se zděsí, když zjistí, že John se jmenuje Melmoth. Následně mu během několika dnů poví svůj příběh.

### Španělův příběh

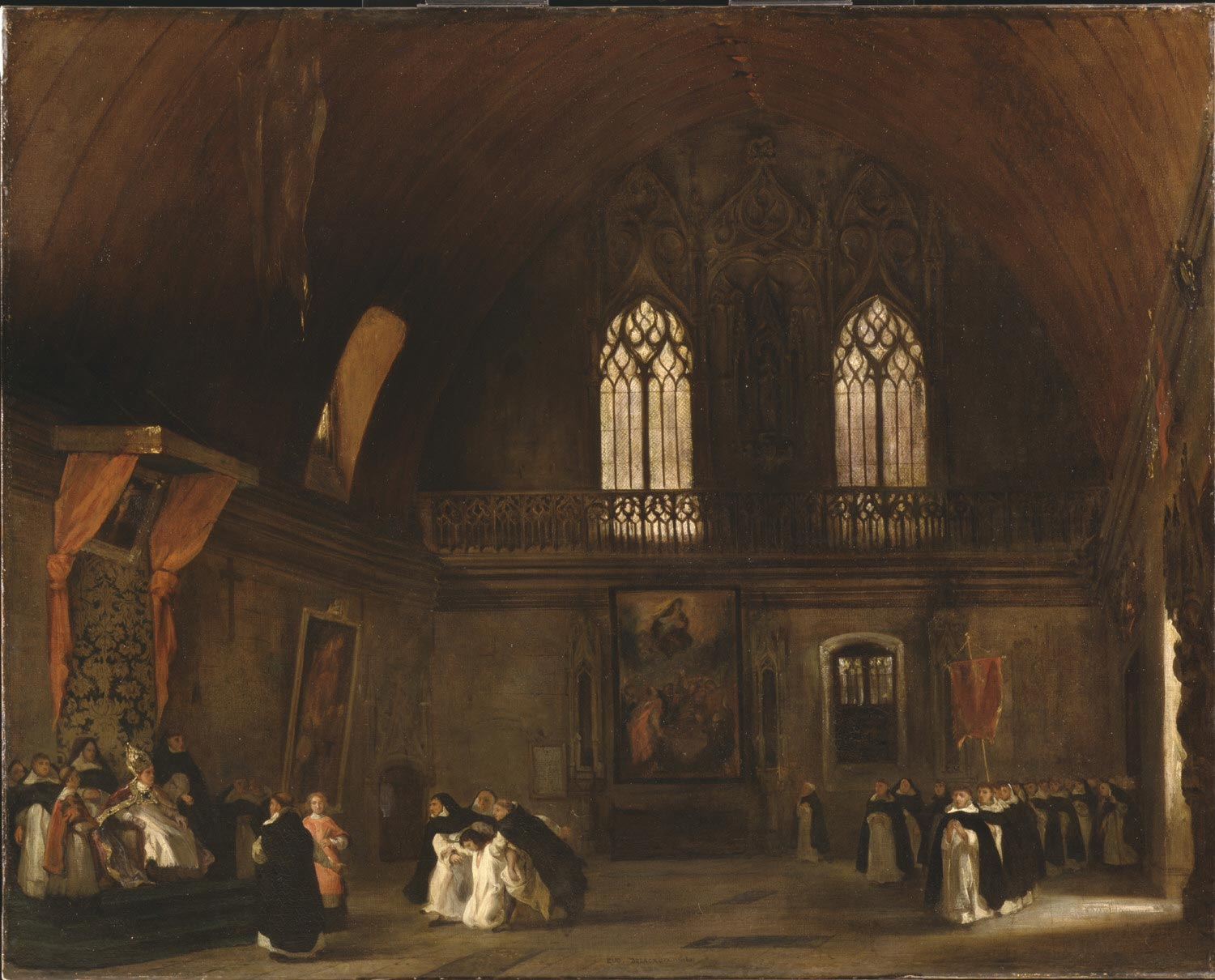
Interiér dominikánského kláštera, obraz Eugèna Delacroixe z roku 1831 týkající se příběhu Alonza Monçady

Alonzo, vnuk vévody z Monçady, byl jako nemanželský ukryt rodiči do dominikánského kláštera a byl donucen stát se mnichem, aby tím jeho matka vykoupila svou vinu. Protože po čase vyjádřil přání klášter opustit, chovali se k němu ostatní mniši výjimečně krutě. Když byla jeho žádost o zrušení řeholního slibu zamítnuta, zorganizoval mu jeho bratr Juan útěk uplacením jednoho mnicha s temnou minulostí (byl otcovrah a do kláštera vstoupil aby unikl potrestání). Mnich je však zradil, během útěku Juana zabil a Alonzo byl uvržen do žaláře inkvizice, obviněn z čarodějnictví a bratrovraždy a odsouzen k upálení. V cele jej navštívil tajemný cizinec a nabídl mu, že jej dostane na svobodu za podmínky, kterou Alonzo Johnovi odmítá povědět. Alonzo muže odmítl a naštěstí pro něho vypukl v budově svatého oficia obrovský požár, při kterém se mu podařilo uprchnout.
Na útěku se Alonzo seznámil s židovským učencem Adonijou, který žil v tajné komnatě mezi kostmi vlastní rodiny. Výměnou za jídlo a přístřeší Adonija požádal Alonza, aby přepsal do španělštiny jeho řeckým písmem napsaný rukopis, který se měl týkat pověsti o jakési bytosti, seslané na zem, aby uváděla v pokušení Židy, křesťany i muslimy a nabízela jim v okamžicích nejvyšší nouze vysvobození za podmínky, kterou ani Adonija nechtěl vyslovit.

### Příběh Imálí
Rukopis se týkal ostrova v Indickém oceánu, o kterém se říkalo, že na něm vládne bílá bohyně jménem Imálí. Ve skutečnosti šlo o dívku, která byla trosečníkem a vyrostla sama na ostrově izolovaná od lidstva. Roku 1680 ji navštívil Melmoth, přicházející podle jeho slov ze „světa, který trpí“. Cynickým popisováním nedostatků lidské společností a náboženství se Melmoth snažíl zničit její nevinnost. Postupně však začal k dívce cítit náklonnost a přestal ji považovat za svou oběť. Dívka se do něho zamilovala a prosila jej, aby s ní zůstal, ale on jí raději opustil, aby se vyhnul tomu, že by jí znemožnil věčné spasení.
O tři roky později se Melmoth setkal s Imálí v Madridu. Imálí byla na indickém ostrově nalezena obchodníky a odvezena zpět ke své rodině. Nyní se jmenuje Isodora. Melmoth jí začal v noci navštěvovat rozpolcený mezi svým ďábelským posláním a citem, který v něm dívka vzbudila. Když se Isidora dozvěděla z dopisu od jejího otce, který se vracel z obchodních cest, že pro ni našel vhodného manžela, odešla s Melmothem do zřícenin staré kaple, kde byli oddáni zřejmě nemrtvým poustevníkem, jehož ruce byly studené jako ruce smrti.

### Příběh rodiny Guzmanů
Alonzovo vyprávění obsahu Adonijova rukopisu pokračuje vyprávěním o tom, co zažil Isidořin otec don Fernando při návratu domů. V hostinci, kde se zastavil na noc, viděl jak hospodský odmítl ubytovat jednoho muže. Na otázku proč, se dozvěděl, že šlo o Poutníka Melmotha, kterého by hostinský za žádnou cenu nenechal ani hodinu pod svou střechou. Další host pak donu Fernandovi, který chtěl o Melmothovi zjistit víc, vyprávěl příběh rodiny Guzmanů.
Guzman byl bohatý španělský obchodník, jehož sestra Inéz se provdala za chudého německého hudebníka Walberga a odjela s ním do Německa. S tím, že si sestra vzala chudého protestanta, se nemohl Guzmán smířit a se sestrou přerušil veškeré styky. Když velice vážně onemocněl, vzpomněl si na sestru a rozhodl se, že Walbergově rodně odkáže svůj majetek. Walberg s rodinou a se svými chudými starými rodiči přijel do Sevilly, kde Guzman bydlel. Zde žili v blahobytu, protože je Guzman finančně podporoval. Když však Guzman zemřel, zjistilo, že vše odkázal církvi. Přátelský kněz se Walbergovým snažil pomoci, ale případ soud uzavřel a Walbergova rodina upadla do chudoby. Jeho matka zemřela, z dcery se téměř stala prostitutka, syn se chystal prodat svou duši Melmothovi a samotný Walberg byl Melmothem osloven, že pokud splní jeho podmínku, zachrání jej i jeho rodinu od smrti hladem. Nakonec se Walberg, téměř šílený, rozhodl vše ukončit a celou svou rodinu zabít. V poslední chvíli však dorazila zpráva, že byla nalezena skutečná závěť a rodina byla zachráněna.
Don Fernando následně u stolu usnul, a když se probudil, seděl s ním u stolu Poutník Melmoth. Ukázal mu mrtvolu muže, který mu vyprávěl příběh rodiny Guzmanů. Muž zemřel bez jakékoliv známky násilí a podle Melmotha tak zaplatil za pokus zmocnit se hrozného tajemství. Později se Melmoth s donem Fernandem opět potkal během jeho další cesty a začal mu vyprávět jeden příběh ze svého života.

### Příběh milenců
Příběh se odehrál v době, kdy se na anglický trůn vrátil král Karel II. a týkal se tří vnoučat sira Rogera Mortimera, Margaret a Elinor, dcer jeho dvou padlých synů, kteří v předcházeních bojích stáli každý na jiné straně, a Johna, syna dcery zavržené z důvodu nerovného sňatku s mužem neustále střídajícím náboženské přesvědčení. Obě dívky žili na dědově zámku s ním a jeho sestrou Annou, zatímco John byl na vlastní žádost poslán sloužit v námořnictvu, vynikl statečností a stal se důstojníkem.
Po smrti sira Rogera, který byl roajalistou, se stala dědičkou jeho obrovského majetku Margaret pod podmínkou, že se provdá za svého bratrance Johna. Kdyby se John oženil s Elinor, dcerou stoupence Cromwella, mělo mu připadnout pouze její věno, a kdyby se John neoženil ani s jednou ze svých sestřenic, měla většina majetku připadnout vzdálenému příbuznému. Anna obsah závěti tajila, protože předvídala účinek, který by v rodině mohl rozpor mezi hmotnými zájmy a láskou vyvolat, zvláště když zjistila, že Elinor a John se hluboce milují. Johnova matka však obsah závěti přes Annino služebnictvo zjistila a rozhodla se, postavit mezi Johna a Elinor nepřekonatelnou hráz a znemožnit tak jejich sňatek. A skutečně v jejich svatební den se John nedostavil do kostela k obřadu a uprchl. Zoufalá Elinor se uchýlila do ústranní ke své tetě do Yorkshire,
Na zámek se mezitím vrátil John a snažil se vysvětlit své počínání. Anna jej odmítla poslouchat a v rozrušení ji stihl záchvat, kterému podlehla. Vysvětlení vyslechla Margaret a s Johnem se usmířila. Elinor se také vrátila na zámek v naději, že Johna získá zpět, ale John se k ní choval pouze s bratrskou náklonností. Po čase se John oženil s Margaret, která pak zemřela při porodu mrtvých dvojčat. Protože z jejího manželství s Johnem nevzešel žádný potomek, zdědil veškerý majetek v závěti určený vzdálený příbuzný, Tím byl zničen plán Johnovy matky, která pak synovi přiznala, že mu namluvila, že Elinor je jeho sestra. Po tomto přiznání John ztratil rozum a Elinor s ním odjela do Yorkshire a starala se o něho. Tam se sní seznámil Melmoth, který i jí učinil svou strašlivou nabídku. Elinor však vyhledala pomoc místního duchovního, ten s ní odešel na schůzku s Melmothen, který po setkání s ním přestal Elinor obtěžovat.
Duchovní pak Elinor řekl, že jej s Melmothem kdysi pojilo přátelství, které však skončilo, když se Melmoth začal stýkat s kouzelníky a okultisty, jako byl například John Dee. Až do této chvíle byl duchovní přesvědčen, že Melmoth zemřel, protože seděl u jeho úmrtního lože. Když ho dnes spatřil, zjistil, že vůbec nezestárl. Nějaký čas po těchto událostech John zemřel a Elinor brzy po něm.
Don Fernando nemohl pochopit, proč mu Poutník Melmoth tento příběh vyprávěl. Ten mu nakonec řekl, že se ho snažil přimět k pochopení toho, že je jeho dcera v nebezpečí, ale don Fernando se namísto toho, aby se vrátil rychle domů, staral jen o své obchody

### Příběh Imálí pokračuje
Mezitím Isidora s Melmothem otěhotněla, Své těhotenství skrývala a od Melmotha dostala slib, že její dítě bude křesťanem. Když se konečně vrátil její otec domů, přivedl sebou i ženicha, kterého pro ni vybral. Isidora se proto rozhodla s Melmothem uprchnout. Útěk ale zmařil její bratr, kterého následně Melmoth v souboji zabil. Pak byl Melmoth donucen odejít.
Isidora vzápětí porodila dceru, která byla pokřtěna otcem José, zpovědníkem její rodiny, Pak se objevili úředníci inkvizice, kteří Isidoru jako manželku osoby propadlé ďáblu i s dcerou uvěznili. Ve vězení ji navštívil Melmoth a slíbil jí svobodu za podmínky, kterou navrhoval všem ostatním a kterou Isidora s hrůzou odmítla. Její holčička pak ve vězení zemřela a následně s požehnáním otce José zemřela i Isidora se jménem milovaného na rtech.

### Poutníkův sen

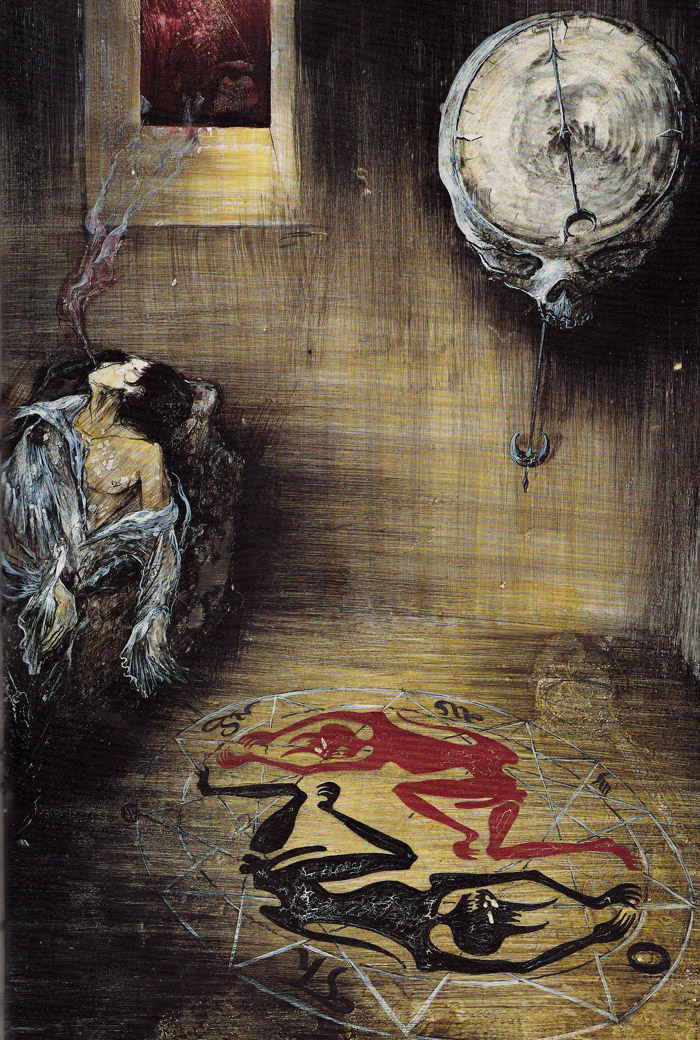
Ilustrace k románu od neznámého autora

Když Alonzo skončí vypravování o Adonijově rukopisu, oznámí Johnovi, že mu vylíčí osudy dalších Melmothových obětí, jejichž kostry byly uloženy pod klenbou Adonijova podzemního příbytku v Madridu. Je však přerušen příchodem Poutníka Melmotha, který jim oznámí, že se jeho osud naplnil. Poví jim, že mu ďábel daroval dlouhý život a také nadpřirozené schopnosti. Tato moc mu byla dána proto, abych mohl nešťastníky ve strašných chvílích jejich života uvádět v pokušení tím, že jim slíbí osvobození, beztrestnost a životní radosti za podmínky, že svůj život zamění za jeho. Nikoho však nikdy nenašel, aby takto zatratil vlastní duši.
K ránu Alonzo a John odešli z pokoje a Poutník Melmoth usnul. Zdál se mu strašlivý sen o planoucím oceánu, na jehož každé vlně se vznášela mukami trýzněná duše. Mohutná černá paže jej do něho srazila a on se při pádu snažil něčeho zachytit, Náhle se mu zjevila skupinka postav, které stoupaly vzhůru. Postupně po nich napřahoval paži – napřed po Stantonovi, pak po Walbergovi, Elinoře, Alonzovi i Isidoře, ale všichni se od něho odvrátili. Poutník dopadl na hladinu a vzplál.
Kolem poledne se John a Alonzo vrátí do pokoje a ke svému zděšení zjistí, ře Poutník Melmoth strašlivě zestárnul. Poručí jim, aby jej nechali o samotě, protože se blíží jeho konec, kterého se nikdo jiný nemůže zúčastnit. Krátce před půlnocí se začnou z pokoje ozývat strašlivé zvuky a výkřiky, které ustanou až k ránu. John a Alonzo vstoupí do pokoje a najdou jej prázdný. Dvířkami ve stěně se dostanou na zadní schodiště a odtud sledují stopy, které vypadají, jako by byl někdo vlečen, až na vrchol útesu. Na výstupku pod nimi najdou šátek, který měl Poutník Melmoth ovázaný kolem krku minulé noci. Pohlédnou na sebe v němém, nevýslovném ustrnutí, nato se obrátí a pomalu se ubírají domů.

## Chronologie děje v románu
- 1583–1585: Melmoth a John Dee je v Polsku hostem šlechtice a alchymisty Olbrachta Łaskiho.[3][4]
- 1646: Datum na portrétu Poutníka Melmotha v domě Johnova strýce.[5]
- 1665: Začátek příběhu milenců Elinor a Johna.[6]
- kolem 1667: svatba Margaret a Johna, smrt Margaret, Melmoth pokouší Elinor.[7]
- 1677: Stanton se setkává s Melmothem ve Španělsku.[8]
- 1680: Melmoth navštěvuje Imálí na ostrově v Indickém oceánu.[9]
- 1681: Stanton se po čtyřech letech setkává s Melmothem v londýnském divadle.[10] Po několika letech je Stanton zavřen do blázince,[11] kde jej po čase pokouší Melmoth.[12]
- 1683-1885: Imálí (nyní Isidora) se potká s Melmothem v Madridu, je sním oddána nemrtvým poustevníkem, porodí mu holčičku a společně s ní zemře v žaláři inkvizice, když odmítne jeho pomoc.[13]
- kolem 1786: Narození Alonza Monçady.[14]
- pravděpodobně 1798-1799: Melmoth pokouší Alonza ve vězení inkvizice, požár v budově svatého oficia v Madridu, Alonzo se setká s židovským učencem Adonijou.[15]
- 1816: -Mladý John Melmoth se vrací domů, aby pomohl svému umírajícímu strýci a seznámí se s Alonzem Monçadou, konec Poutníka Melmotha.[16]

Roky zmíněné v románu zahrnují období delší než 230 let. Za předpokladu, že Melmothovi bylo alespoň dvacet let, když byl společně s Johnem Deem v Posku, dá se určit věk Poutníka Melmotha v roce jeho smrti na dvě stě padesát let.

## Ohlasy v umění
Poutník Melmoth se stal inspirací pro mnohé další spisovatele, například pro R. L. Stevensona a Wilkieho Collinse, pro román Utažení šroubu (The Turn of the Screw) od Henryho Jamese nebo pro Obraz Doriana Graye (The Picture of Dorian Gray) od Oscara Wilda. Nejvíce však ovlivnil francouzskou literaturu, zejména pak Victora Huga a především Honoré de Balzaca, který napsal roku 1835 satirické pokračování románu s názvem Usmířený Melmoth (Melmoth reconçilié).
Jménem Melmoth byl pojmenován britský časopis o surrealismu vycházející v letech 1979–1981. Britská spisovatelka Sarah Perryová vydala roku 2018 román Melmoth, ve kterém je překladatelka žijící v Praze konfrontována s poutníkem Melmothem.

## Česká vydání
- Poutník Melmoth. Praha: Odeon 1972, přeložil Tomáš Korbař.
- Poutník Melmoth, Praha: Městská knihovna v Praze 2019, přeložil Tomáš Korbař, elektronická kniha.